# National Health Service

Logo des NHS (in England)

National Health Service (NHS; deutsch Nationaler Gesundheitsdienst) bezeichnet das staatliche Gesundheitssystem im Vereinigten Königreich.
Der NHS agiert in vier weitgehend eigenständigen Organisationen in England, Wales, Schottland und Nordirland und versorgt rund 65,5 Millionen Menschen medizinisch. 2015 hatte der NHS ein Finanzvolumen von 185 Milliarden Pfund.
Insgesamt beschäftigten die vier regionalen Bereiche 2016 um die 1,7 Mio. Angestellte.  Zum Vergleich, 2014 waren 2,1 Mio. Angestellte im britischen Gesundheitswesen tätig. Aufgeteilt sind dies 1.789.586 in England, 198.368 in Schottland, 110.292 in Wales und 66.797 in Nordirland. 2017 waren im Vereinigten Königreich 691.000 Krankenschwestern registriert.
Der NHS behandelt alle 24 Stunden knapp eine Million Patienten. Mit 1,7 Millionen Angestellten ist das Unternehmen der fünftgrößte Arbeitgeber der Welt, genauso wie die größte nicht-militärische Organisation in öffentlicher Hand. Zudem verfügt der NHS seit 2005 über eine elektronische nationale Patientenakte sowie ein von der NHS Digital verwaltetes nationales Krankenhausinformationssystem. Im Dezember 2022 warteten 7,2 Millionen Menschen im Vereinigten Königreich auf eine medizinische Behandlung. 2023 warnte die British Medical Association unter Verweis auf Performance-Daten vor einem Kollaps des NHS. Der nationale Verband der Notfallmediziner schätzt, dass die überlangen Wartezeiten vor Untersuchungen und Behandlungen alljährlich 14.000 zusätzliche Todesfälle verursachen.
Der National Health Service wurde 1948 unter Premierminister Clement Attlee gemäß dem Beveridge-Report gegründet. Er wird weitgehend aus dem Budget des Gesundheitsministeriums mittelbar über die Staatliche Agentur Public Health England (PHE) finanziert und garantiert jeder im Vereinigten Königreich wohnhaften Person medizinische Versorgung im primären (Hausarzt) und sekundären Bereich (Krankenhäuser). Reisende aus der EU bzw. den EFTA-Ländern haben mit Vorzeigen der Europäischen Krankenversicherungskarte im Notfall ebenfalls Anspruch auf gebührenfreie medizinische Versorgung.

## Geschichte

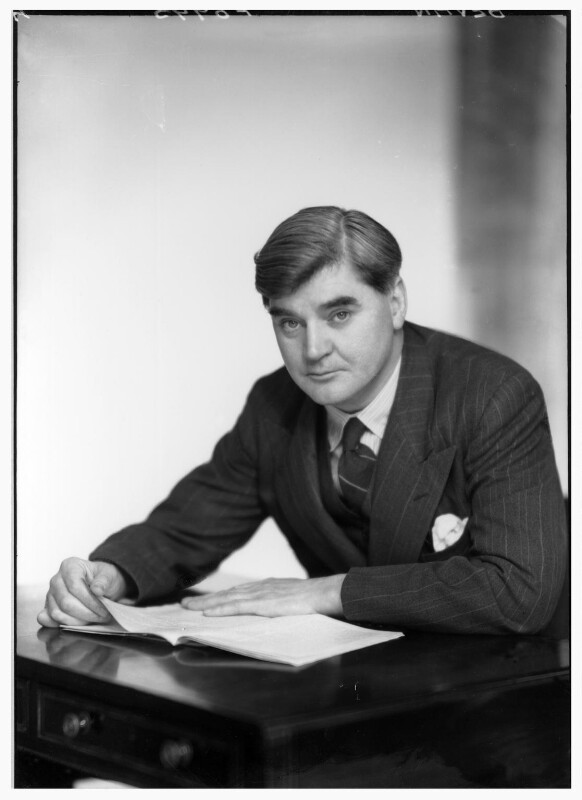
Gesundheitsminister Aneurin Bevan, 1945

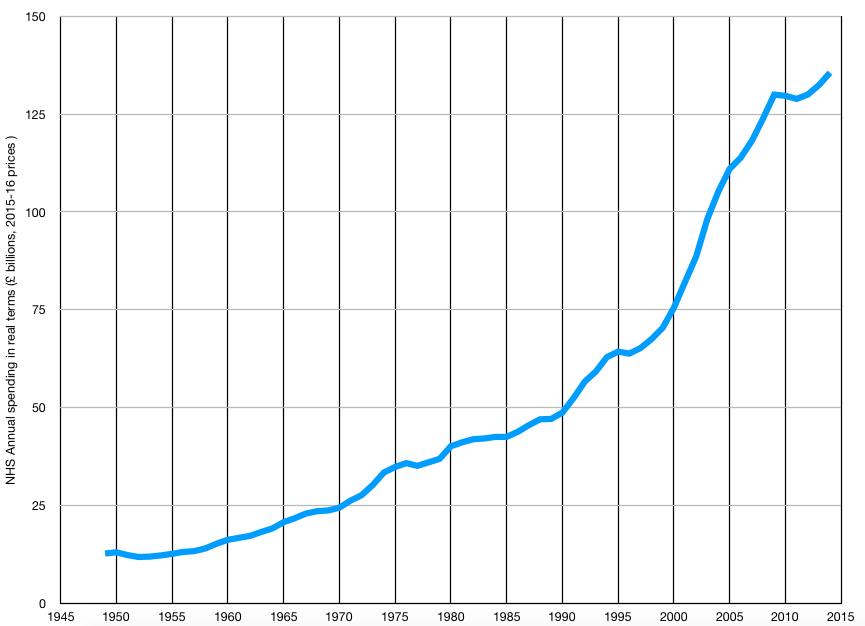
Die Entwicklungen der Ausgaben für den NHS von 1948 bis 2014 (Nominalausgaben, Inflation ist zu berücksichtigen)

Der National Health Service wurde am 5. Juli 1948 nach dem Zweiten Weltkrieg unter Premierminister Clement Attlee gegründet und in England eingeführt. Die Labour-Regierung bezog die Empfehlungen des Beveridge-Report ein. Gesundheitsminister Aneurin Bevan setzte die Gründung des öffentlichen und zentralen Gesundheitssystems auch gegen die Opposition der niedergelassenen Ärzte durch.
Während in Deutschland der wilhelminische Ansatz eines Gesundheitssystems, das durch einkommensabhängige Sozialversicherungsbeiträge finanziert wird, seit seiner Etablierung bis heute fortbesteht, basiert das System im Vereinigten Königreich auf der grundlegenden Idee des Wohlfahrtsstaates. Der NHS soll jeder in Großbritannien wohnhaften Person medizinische Versorgung im primären Bereich (Hausarzt) und im sekundären Bereich (Krankenhäuser) zur Verfügung stellen. Reisende aus der EU und dem EFTA-Raum haben im Notfall ebenfalls Anspruch auf gebührenfreie medizinische Versorgung.

### Nach der Gründung bis in die 1990er Jahre
In den Anfangsjahren des NHS übertrafen die Betriebskosten schnell die ökonomischen Prognosen zum Betrieb des Systems. Gebühren für Rezepte zur Deckung der steigenden Kosten wurden in Betracht gezogen. In den 1960er Jahren wuchs der NHS stark und das Gesundheitswesen allgemein erlebte auch durch die Entwicklung neuer wirksamer Medikamente in diesem Zeitraum einen positiven Schub.
Nachdem der wirtschaftliche Optimismus der 1960er Jahre nachließ, wurde der NHS 1974 erstmals stark umstrukturiert. In den 1980er Jahren wurden unter der Thatcher-Regierung verstärkt Managementmethoden eingeführt, die auf Angebot-und-Nachfrage-Kriterien basierten. Doch auch unter Margaret Thatcher, die soziale Ungleichheit hinnahm und etliche andere Bereiche der öffentlichen Daseinsvorsorge zurückfuhr, konnte nach Einschätzung der Journalistin Jessica Brain der NHS seine Grundaufgabe weiter erfüllen.

### Gesundheitsreform und Brexit (2010–2019)
Premierminister David Cameron (Conservative Party), betrieb nach eigenem Bekunden die „radikalste NHS-Reform seit Jahrzehnten“. Im Januar 2011 erfolgte die zweite Lesung seines Health and Social Care Act 2012 im Parlament. Cameron wollte die Ausgaben im Gesundheitswesen von umgerechnet 115 Milliarden Euro pro Jahr bis 2015 um 18 Milliarden Euro senken und vor allem die Verwaltung umstrukturieren. Das Gesetz sah eine stärkere Konkurrenz von Staats- und Privatmedizin vor und schaffte etliche NHS-Agenturen ab. Eine wesentliche Änderung war, dass die Zuständigkeit für die allgemeine Gesundheitsversorgung mittels des NHS dem Gesundheitsministerium entzogen und der neu gegründeten staatlichen Agentur Public Health England zugeschlagen wurde.
Laut Andrew Sayer wurde die einstige Krönung und Zierde des Wohlfahrtstaates verdeckt so weit privatisiert, dass der NHS nur noch die öffentliche Fassade für eine ganz Schar privater Gesundheitsunternehmen ist.
Im Mai 2017 legte die Ransomware „WannaCry“, von der insgesamt 70 Länder betroffen waren, Krankenhäuser und andere Einrichtungen des NHS in ganz Großbritannien lahm. Laborberichte und Patientendaten konnten nicht eingesehen werden. Viele Krankenhäuser schlossen und waren nur für akut lebensbedrohte Patienten erreichbar; viele Operationen und Krebsbehandlungen wurden ausgesetzt.
Der Brexit wirkte sich auch erheblich auf die Personalstruktur im NHS aus. Viele Angestellte aus dem EU-Ausland wanderten wieder ab.

Der Brexit wirkte sich stark auf die Zahl der EU-Ausländer beim einstmals attraktiven Arbeitgeber NHS aus.
Eintritte
Austritte

### Seit Pandemie 2020
Als die Corona-Pandemie 2020 weltweit die Gesundheitssysteme stark beanspruchte, wurde klar, dass der NHS in etlichen Bereichen durch jahrelange Einsparungen nicht ausreichend für die Großlage gewappnet war. Der bestehende Personalmangel hatte sich durch die Ausreise etlicher EU-Ausländer nach dem Brexit nochmals verschärft. Ein großer Teil des medizinischen Personals hatte sich zudem infiziert; laut Royal College of Physicians war zeitweise jeder vierte Mediziner des NHS „krank oder in Isolation“. Zeitweise lag der Krankenstand laut RCP an manchen Orten bei bis zu 50 Prozent. Die Zahl der Intensiv-Betten im NHS liegt unterhalb des europäischen Durchschnitts. Wegen dieses Mangels an Betten auf Intensivstationen musste das Britische Militär einspringen und baute sieben Feldkrankenhäuser mit mehreren tausend Intensivbetten auf.
Rund 20.000 ehemalige NHS-Angestellte erklärten sich bereit, in der Krise auszuhelfen. Außerdem rekrutierte die Regierung von Boris Johnson in der Pandemie beschäftigungslose Flugbegleiter.
Für seine „mutige Bekämpfung der Pandemie“ wurde der NHS am 5. Juli 2021 von Königin Elisabeth II. mit dem höchsten zivilen Verdienstorden des Landes, dem Georgs-Kreuz, ausgezeichnet.
2023 warnte die British Medical Association unter Verweis auf Performance-Daten vor einem Kollaps des NHS. Laut einer Umfrage aus dem Jahr 2023 war zum damaligen Zeitpunkt ein Drittel der Belegschaft gewillt, zeitnah den Beruf zu wechseln. Von 2022 bis Frühjahr 2024 streikten die Nachwuchsärzte zehnmal; im Jahr 2023 führten sie mit 144 Stunden am Stück den längsten Streik in der Geschichte des NHS durch. Im März 2024 streikten ebenfalls die Assistenzärzte in Nordirland, deren Reallöhne seit 2008 um 30 Prozent gesunken waren und deren Gehalt deutlich unter dem in England liegt.
Nach Kontroversen über die Behandlung von Jugendlichen mit Genderdysphorie gab der NHS 2022 bei der Pädiaterin Hilary Cass eine Studie zu diesem Thema in Auftrag, die im April 2024 veröffentlicht wurde.

## Blutspende-Skandal
2024 wurde der NHS in einem Untersuchungsbericht angeprangert, weil in den 1970er und 80er Jahren bis zu 30.000 Menschen kontaminierte Blutprodukte erhalten haben und dabei mehr als 3000 Menschen starben, nachdem sie sich mit HIV oder Hepatitis C infiziert hatten.

## Organisation
Der NHS untersteht direkt dem Gesundheitsministerium. Vom Umfang dessen Budget ist der Betrieb des NHS abhängig. Der NHS ist stark nach dem Top-Down Prinzip gegliedert. Auch historisch bedingt agieren vier weitgehend eigenständigen Organisationen für die Teile des Landes:
- NHS England in England
- NHS Wales in Wales (Walisisch: GIG Cymru, Gwasanaeth Iechyd Gwladol Cymru)
- NHS Scotland in Schottland (Gälisch: SNS Alba, Seirbheis Slàinte na h-Alba)
- HSC, Health and Social Care in Northern Ireland in Nordirland.

### General Practitioner und Facharzt-System
Vergleichbar mit den Hausärzten im deutschsprachigen Raum sind die General Practitioners (GPs). Der NHS betreibt flächendeckend Allgemeinarzt-Praxen, in denen teilweise mehrere angestellte Ärzte arbeiten und die administrativen Aufgaben ein Praxismanager übernimmt. Fachärzte aller Bereiche sind ausschließlich in Krankenhäusern angesiedelt. GPs überweisen ihre Patienten bei Bedarf zu einem solchen; Patienten können jedoch nicht selbständig einen Facharzt aufsuchen. Während zeitweise die Patienten einem NHS-Allgemeinmediziner zugewiesen wurden, steht heute die Praxis-Wahl den Patienten weitgehend offen.

### Versorgungsquote
Im Rahmen des NHS praktizierten 2016 rund 236.800 lizenzierte Ärzte, womit auf einen Arzt 277 Briten kamen. Die Gesamtausgaben des britischen Gesundheitssystems beliefen sich im Jahr 2015 auf 185 Milliarden Pfund, was 9,9 Prozent des BIP des Landes entsprach.